# Morano sul Po
Morano sul Po (piemontiul: Moran) település Olaszországban, Piemont régióban, Alessandria megyében. Lakosainak száma 1288 fő (2023. január 1.).